# Завадський Дмитро Олександрович (журналіст)
Дмитро́ Зава́дський (біл. Дзмітрый Завадскі або Зьміцер Завадзкі; *28 серпня 1972 — 7 липня 2000 (?)) — білоруський журналіст, телевізійний оператор.

## З життєпису
У 1994—1997 роках Завадський був особистим оператором президента Білорусі Олександра Лукашенка, з 1997 працював на російському телеканалі ОРТ, з листопада 1999 по травень 2000 працював у Чечні.
7 липня 2000 зник безвісти дорогою до аеропорту «Мінськ-2». Автомобіль, в якому він їхав, було знайдено в аеропорту, проте без Завадського всередині. За однією з версій його вбили і поховали в околицях мінського цвинтаря.
14 березня 2002 у справі Завадського було засуджено 4 особи — колишніх співробітників спеціального загону міліції «Алмаз». У вересні 2002 Парламентська асамблея Ради Європи заявила, що серйозно «занепокоєна відсутністю поступу у справі» і створила слідчий підкомітет для розслідування справи.